# JR四國巴士

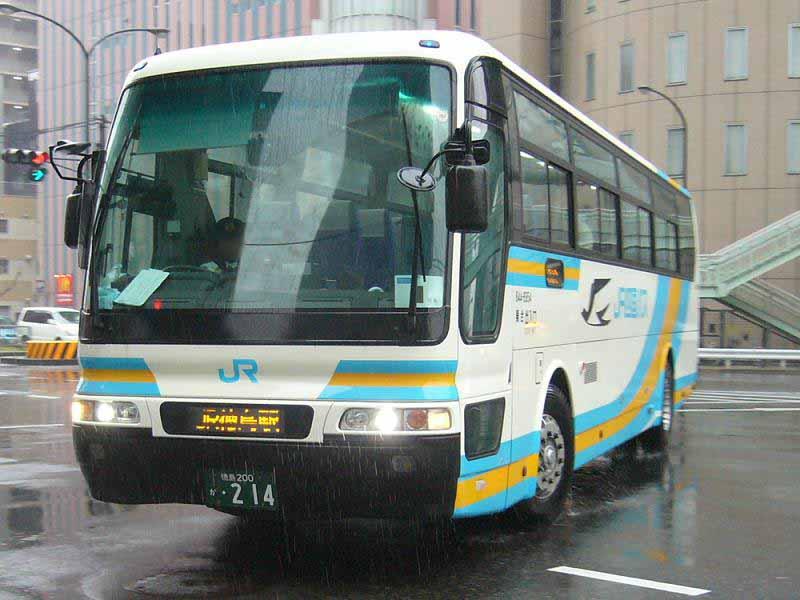
三菱扶桑AeroBus

JR四國巴士（日语：ジェイアール四国バス株式会社）是日本四國地方的巴士經營業者，為四國旅客鐵道（JR四國）的全資子公司。JR四國巴士是所有的JR巴士公司中最后一個分拆的。直到2004年4月1日才行分社。

## 外部連結
- JR四国巴士 （页面存档备份，存于）